# Slavko Kalezić
Slavko Kalezić est un chanteur monténégrin connu pour avoir représenté le Monténégro lors du Concours Eurovision de la chanson 2017 à Kiev, en Ukraine.